# شهرستان الافوین
شهرستان الافوین (به لاتین: El Afweyn District) یک منطقهٔ مسکونی در سومالی‌لند است که در سناج (سومالی) واقع شده‌است.